# LED-Backlight
LED-Backlight bzw. LED-Hintergrundbeleuchtung oder LED-Unterlicht, ist eine Variante der Durch- bzw. Beleuchtung von Flüssigkristallbildschirmen (LCDs). Sie kommt bei LED-Fernsehern und TFT-Bildschirmen zum Einsatz. Eingesetzt werden weiße oder farbige, zu weiß mischbare Leuchtdioden (LED), die neben oder hinter den Flüssigkristallelementen angeordnet sind.

## Aufbau und Funktionsweise

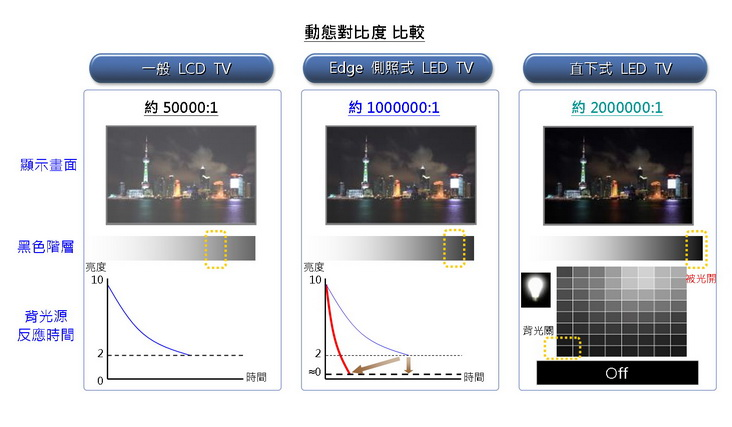
Verschiedene Hintergrundbeleuchtungen bei LCD-Bildschirmen. Durch die selektive LED-Ansteuerung in Segmenten, rechts dargestellt, werden die größten Kontraste erzielt.

Große technische Probleme bei Flüssigkristallbildschirmen (LC-Displays/LCDs) mit herkömmlicher Kaltkathodenstrahlbeleuchtung (CCFL) stellen der relativ niedrige Kontrastwert und die ungleichmäßige Ausleuchtung gegenüber Plasma- und Röhrengeräten dar. Der Grund dafür liegt an der Bauweise der LCD-Technik: Die einzelnen bilderzeugenden Flüssigkristallelemente werden, ähnlich wie ein Film, mit Hilfe von Leuchtröhren durchleuchtet. Meist sind dafür mehrere CCFL-Röhren nötig, die nebeneinander oder untereinander angeordnet sind. Die Schwierigkeit besteht darin, das Licht gleichmäßig zu verteilen. Dazu nutzt man einen lichtleitenden Kunststoff, der eine einheitliche Lichtquelle erzeugen soll. Trotz dieser Technik können unterschiedlich helle Bereiche am Monitor auftreten, bauartbedingt meist an den Stellen, wo sich die Röhren befinden.
Mit Hilfe der LED-Hintergrundbeleuchtung lässt sich dieses Problem weitgehend vermeiden: Viele kleine auf der gesamten Fläche des Monitors verteilte LEDs bewirken eine bessere Ausleuchtung. Zudem besteht die Möglichkeit, dass man sehr viele LED-Elemente benutzt, die sich separat ansteuern lassen. So kann man einzelne Teile der beleuchteten Fläche, die ein tiefes Schwarz darstellen sollen, separat dimmen (engl.: local dimming) bzw. abschalten. Das macht das Bild kontrastreicher. Somit werden die Vorteile von LED und LCD genutzt.
Ein weiterer Vorteil von LED-hinterleuchteten Monitoren ist die hohe Lebensdauer von LEDs. Bei CCFLs tritt oftmals ein Flackern bzw. Ausfall der Leuchtquelle auf. Außerdem sind LED-Elemente energiesparender, was einen längeren Akkubetrieb von Notebooks erlaubt. Praktisch alle neuen Notebookmodelle mit LCD-Bildschirmen wie auch entsprechende Desktop-Monitore und Fernsehgeräte weisen mittlerweile LED-Hintergrundbeleuchtung auf.

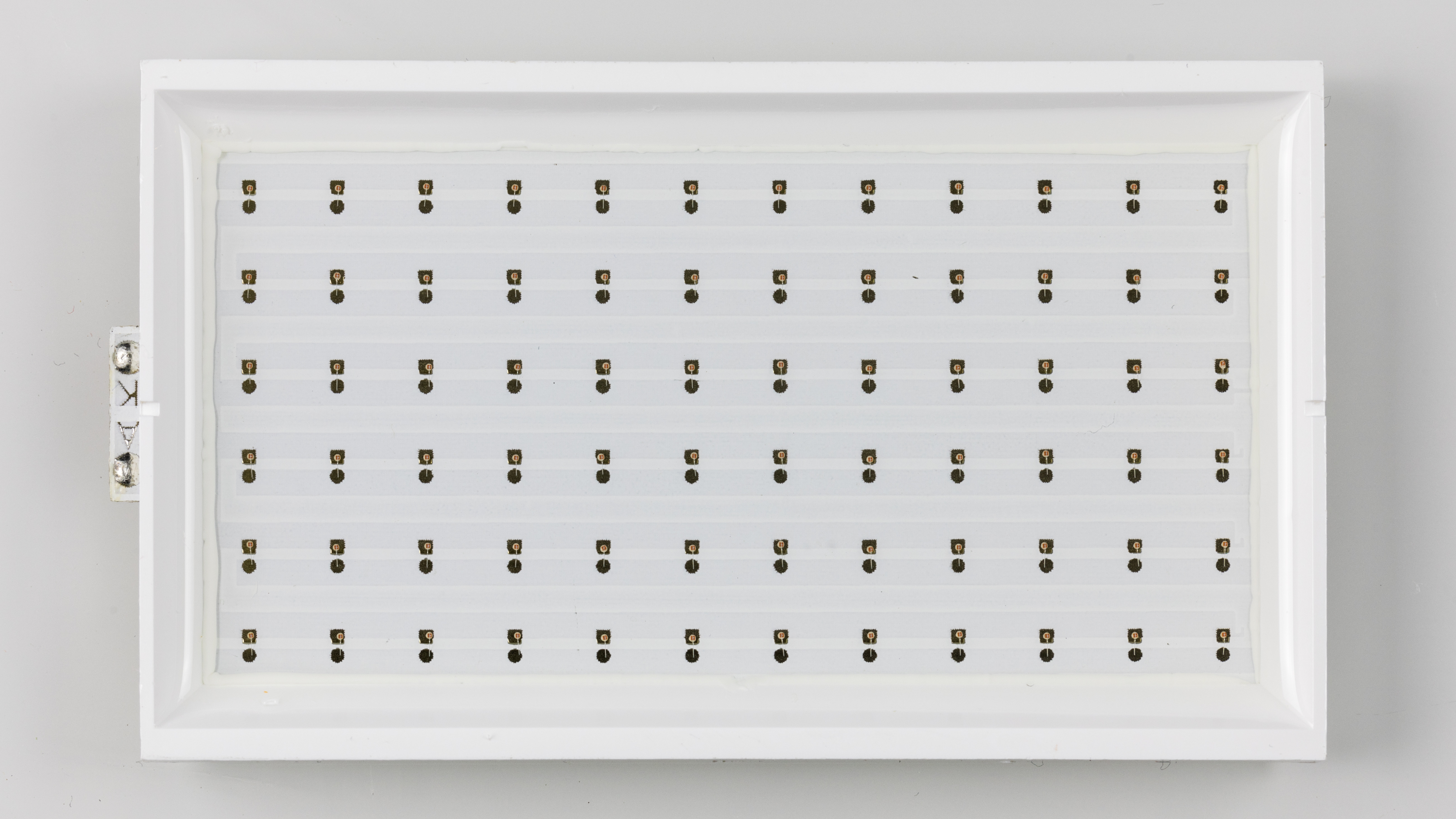
Flächige Anordnung von LEDs Als Hintergrundbeleuchtung eines kleineren, einfarbigen LC-Displays

Bei Fernsehbildschirmen werden zurzeit zwei verschiedene Techniken verwendet:
- Bei der seitlichen Anordnung (engl.: edge LED, von edge: Kante) sind einige wenige weißleuchtende LEDs an den Seiten des Monitors angebracht und beleuchten von dort aus die gesamte Fläche. Vorteil ist eine geringe Gehäusetiefe, allerdings treten Probleme bei der gleichmäßigen Ausleuchtung auf. Aus Kostengründen ist dies heute die am häufigsten verwendete Technik.
- Bei der flächigen Anordnung (engl.: direct LED oder full array with local dimming) erleuchten auf der gesamten Bildfläche Leuchtdioden das Bild von hinten. Bei den bisher besten, teuersten Fernsehern werden an jeder Stelle Kombinationen von je drei Leuchtdioden mit den Farben blau, rot und grün zu weißem Licht kombiniert. Das Bild kann gleichmäßiger ausgeleuchtet werden und der Kontrast durch lokales Dimmen einzelner LEDs (derjenigen hinter dunklen Bildbereichen) stark erhöht werden.

Seit 2013 werden erstmals weiße LEDs durch blaue LEDs mit nachfolgender Umwandlung eines Lichtanteils in grüne und rote Farben ersetzt, um eine bessere Nutzung des Farbraumes (engl.: color gamut) zu erreichen. Dazu verwendet man Quantenpunkte (engl.: Quantum Dots (QD)). An der Consumer Electronics Show 2015 haben mehrere Hersteller von Fernsehern derart optimierte Geräte mit deutlich verbesserter Farbwiedergabe vorgestellt.

## Vorteile von LED-Backlight
- Niedriger Stromverbrauch

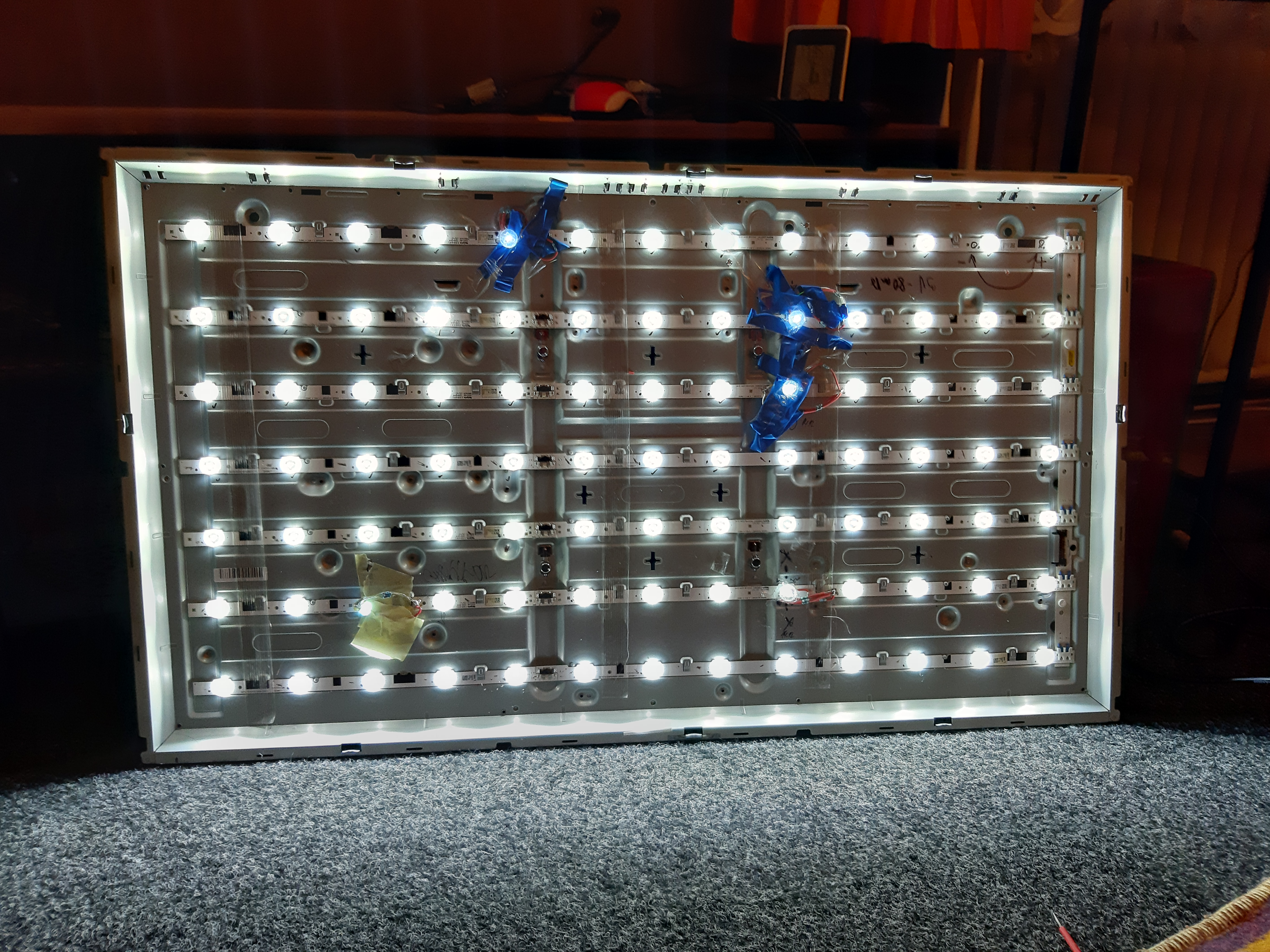
Reparatur von Dioden, mit denen das Display am Fernseher beleuchtet wird

- Möglichkeit einer flacheren Bauweise der Geräte
- Höherer Kontrast durch local dimming
- Lange Lebensdauer

## Nachteile von LED-Backlight
- Der erhöhte Kontrast gilt nur für Geräte mit sogenanntem local dimming. Bei Geräten mit Edge-LEDs gibt es bezüglich des statischen Kontrastes keine Unterschiede.
- Bei vom Hersteller zu gering gewählter PWM-Frequenz kann das Bild von empfindlichen Menschen als flimmernd wahrgenommen werden.